# Sparkwell
Sparkwell – wieś i civil parish w Anglii, w Devon, w dystrykcie South Hams. W 2011 civil parish liczyła 1202 mieszkańców. Sparkwell jest wspomniana w Domesday Book (1086) jako Sperchewelle/Sperchewilla.